# François Duclos
Pour les articles homonymes, voir Duclos.
François Duclos, né le 1er octobre 1758 à Stenay (Meuse), mort le 29 décembre 1822 à Saint-Sever (Landes), est un militaire français de la Révolution et de l’Empire.

## États de service
Il entre en service le 28 novembre 1782, comme soldat au régiment colonial de Pondichéry, il devient caporal le 15 janvier 1783, et sergent fourrier le 23 mai suivant. Il fait toutes les campagnes en Asie de 1782 au 3 décembre 1789, époque à laquelle il reçoit son congé.
Lors de la première levée en masse, il reprend du service et il est nommé le 1er septembre 1791, capitaine au 1er bataillon de volontaires de la Meuse, incorporé dans la 24e demi-brigade de ligne. De 1792 à l’an VIII, il sert aux armées du Centre, de la Moselle, du Rhin et d’Italie. 
Il reçoit son brevet de chef de bataillon le 22 novembre 1795, et de l’an IX à l’an X, il fait partie du corps d’observation de la Gironde, avant de rejoindre l’armée d’Espagne. Le 2 novembre 1802, il passe dans la 11e demi-brigade d’infanterie de ligne, et le 2 novembre 1803, il est nommé major au 3e régiment d’infanterie de ligne. Il est fait chevalier de la Légion d’honneur le 25 mars 1804.
Employé au camp de Bayonne jusqu’à l’an XIII, il est envoyé le 7 juillet 1808, au 118e régiment d’infanterie de ligne, et il est promu colonel commandant ce régiment le 28 octobre suivant. Il sert en Espagne jusqu'à son admission à la retraite 16 septembre 1810, mais il est maintenu en activité à l'état-major de l'armée du Midi de l'Espagne. Il est définitivement mis à la retraite le 30 août 1811.
Il meurt le 29 décembre 1822 à Saint-Sever.

### Sources
- A. Lievyns, Jean Maurice Verdot, Pierre Bégat, Fastes de la Légion-d'honneur, biographie de tous les décorés accompagnée de l'histoire législative et réglementaire de l'ordre, Tome 4, Bureau de l’administration, 1844, 640 p. (lire en ligne), p. 339.
- Léon Hennet, Etat militaire de France pour l’année 1793, Siège de la société, Paris, 1903, p. 229.
- G. Dumont, Bataillons de volontaires nationaux (cadres et historiques), Paris, Charles Lavauzelle, 1914, 494 p. (lire en ligne), p. 210-211.
- Historique du 118e régiment d'infanterie, Charles-Lavauzelles, 1893, p. 98.
- Danielle Quintin et Bernard Quintin, Dictionnaires des colonels de Napoléon, S.P.M., 2013, 978 p. (ISBN 978-2-296-53887-0, lire en ligne)